# Moliseslawische Sprache
Moliseslawisch, auch Molisekroatisch genannt, ist eine südslawische Sprache, die in drei Ortschaften im italienischen Molise in der Provinz Campobasso sowie von in Australien in der Region Perth und in Argentinien lebenden Auswanderern aus diesen Ortschaften gesprochen wird.

## Sprachbezeichnungen
Die Bezeichnungen für diese Mikrosprache variieren, je nachdem, ob Zugehörigkeit zum Kroatischen bzw. zum Serbokroatischen postuliert oder ob das Moliseslawische als eigenständige Sprache aufgefasst wird.
In der deutschen Fachliteratur ist durch Milan Rešetar die Bezeichnung Moliseslawisch bzw. Moliseslavisch eingeführt (ebenso im Russischen молизско-славянский язык).
- In der englischsprachigen Literatur werden die Bezeichnungen Molise Croatian und Molise Slavic verwendet.
- In der italienischsprachigen Literatur wird die Bezeichnung Croato molisano neben Slavo molisano verwendet.
- In der kroatischsprachigen Literatur wird die Bezeichnung Moliški hrvatski dijalekt verwendet.

Die Sprecher selbst verwenden als Eigenbezeichnung für die Sprache naš jezik „unsere Sprache“ bzw. das Adverb na-našu „auf unsere Weise“.

## Ursprünge
Es existieren folgenden Hypothesen über die Herkunft der Moliseslawen:
- vor 500 Jahren wanderten ihre Vorfahren aus der Senke des Flusses Neretva, die teils im südlichen Kroatien liegt, teils in der südwestlichen Herzegowina, in das Molise ein, sprachen eventuell einen štokavisch-ikavischen Dialekt (što „was“, dvi „zwei“ gegenüber dvije im kroatischen Standard).
- aus den Bereichen um Zadar (Aranza);
- aus dem štokavisch-morlakischen Teil des südlichen Istrien (Badurina);
- aus dem Hinterland von Zadar und Šibenik (Hraste);
- aus dem Gebiet Zabiokovlje (das Hinterland des Berges Biokovo) in Süd-Kroatien, zwischen den Städten Imotski, Zagvozd und Makarska (Die Theorie basiert auf den čakavischen und štokavisch-čakavischen Eigenschaften im Moliseslawischen, die auch im Zabiokovlje existieren.) (Muljačić).

Das Moliseslawische hat Čakavisch-Štokavisch-Ikawische dialektale Besonderheiten, die man in südkroatischen Dialekten finden kann (z. B. silbenschließendes l > a in je nosija „habe getragen“ gegenüber kroatischem Standard nosio je).
Für die angenommene Auswanderungszeit spricht auch das völlige Fehlen von Turzismen mit der osmanischen Expansion als Terminus ante quem. Einen ähnlichen Hinweis gibt das Fehlen der Genitiv-Plural-Endung -ā, die sich nicht vor dem 16./17. Jahrhundert in Kroatien entwickelt hat; vgl. REŠETAR (1997: 31f.).

## Sprachgebiet
Die Sprache wird traditionell in einem sehr kleinen Gebiet gesprochen, heute nur noch in drei Dörfern: Acquaviva Collecroce (auf Moliseslawisch Kruč), San Felice del Molise (Filič, standardkroatisch auch Štifilić) und Montemitro (Mundimitar). Die Selbstbezeichnung für das eigene Dorf ist jeweils „naš grad“ (‘unser Ort’). Die Gemeindegebiete grenzen aneinander und liegen etwa 30 km von der Adria entfernt im hügeligen Hinterland. Die Sprecher werden als Moliseslawen (moliseslaw. Zlav, veraltet auch Škavun) oder Molisekroaten bezeichnet.

## Phonologie
Das Moliseslawische unterscheidet jeweils zwischen einem geschlossenen und einem offenen e und o. Zur phonologisch exakten Wiedergabe werden das offene e bzw. o mit Gravis geschrieben, vergleiche etwa folgende Minimalpaare: bòb ‘rundliche Person’ vs. bob ‘Saubohne’ und čèla ‘Geschlechtsorgan’ vs. čela ‘Biene’.

## Grammatik
Infolge des engen Kontakts mit dem Italienischen, siehe unten, gingen Vokativ und Lokativ in der Deklination verloren. Sie wurden durch den Nominativ bzw. den Akkusativ (in der Phraseologie zum Teil Abweichungen) ersetzt. Die übrigen Kasus einschließlich des Instrumentals blieben ungeachtet des italienischen Einflusses erhalten.
Der Aorist wurde vollständig durch das Perfekt ersetzt.
Es hat sich ein vollgrammatikalisierter indefiniter Artikel entwickelt, dessen Fehlen vor dem Substantiv als definiter Artikel interpretiert wird.
Die Komparation erfolgt analog zum Italienischen analytisch mittels veča ‘mehr’.
Die derivative slawische Aspektopposition ist erhalten, ist aber der romanischen Opposition "Imperfekt: Perfekt" untergeordnet.
Der (irreale) Konditional kann wie im Italienischen durch das indikativische Imperfekt ausgedrückt werden.
Wie im Italienischen bestehen beim Substantiv nur die Genera maskulin und feminin, während das Neutrum geschwunden ist. Pronomina und substantivierte Adjektive haben wie in italienischen Dialekten ein Neutrum bewahrt.

## Sprachkontakt mit dem Italienischen
Das Moliseslawisch befindet sich heute in einer totalen Sprachkontaktsituation, d. h. alle Sprecher beherrschen auch mindestens eine Variante des Italienischen. Die kroatische Basis in der Grammatik des Dialekts ist zwar noch gut erkennbar, kontaktsprachliche Interferenzen zeigen sich aber auf allen Ebenen. Zwei Hauptperioden des romanischen Einflusses sind zu unterscheiden: der früher ausschließliche Kontakt mit dem italienisch-molisanischen Dialekt und – seit etwas mehr als hundert Jahren – der Kontakt mit der italienischen Standardsprache.
Die Gesamtzahl der Einwohner dieser Dörfer liegt heute unter 2.500, wobei nur ein Teil das Moliseslawische beherrscht. Insbesondere in dem zweitgrößten Ort San Felice ist es infolge starker italienischer Zuwanderung aus dem öffentlichen Bereich völlig geschwunden, und nur in wenigen Familien kommt es hier noch als Haussprache vor. In den beiden anderen Orten ist das Moliseslawische noch lebendige Umgangssprache. Es wird von bis zu 60 % der Bevölkerung aktiv verwendet, die passive Kenntnis liegt bei 80 %, allerdings sehr stark nach Generationen unterschieden, wobei Kinder und Jugendliche das Moliseslawische in der Öffentlichkeit nur eingeschränkt gebrauchen. Üblicherweise ist das Moliseslawisch nur mündlich gebraucht. Schriftliche Zeugnisse, normalerweise kleine Sammlungen von Gedichten wie diejenige von GLIOSCA (2004) sind sehr selten. Die einzige Dachsprache für diese Minderheitensprache ist Italienisch (fremdes Dach). Die genetisch nächstverwandte Sprache, Kroatisch, spielt in der Alltagskommunikation keine Rolle.

## Dialektunterschiede
Die Dialektunterschiede sind ungeachtet einer Vielzahl gemeinsamer Entwicklungen erheblich, besonders in der Lexik und in der Phonologie. Beispielsweise gilt die phonologische Regel, dass auslautende unbetonte Kurzvokale als [a] auszusprechen sind (moliseslawisches Akanje), nur für Acquaviva und San Felice, während Montemitro bei [o] geblieben ist. Andererseits ist in Acquaviva und Montemitro auslautendes kurzes *–i vollständig geschwunden, während in San Felice noch Fälle von auslautendem [i] auftreten. Im morphologischen Bereich zeigt Montemitro beispielsweise sekundäre Imperfektiva mit dem Suffix –lja-, die in Acquaviva fehlen, etwa riviljat vs. rivivat ‘ankommen’. An auffälligen Gemeinsamkeiten, die das MSL vom heutigen serbokroatischen Bereich unterscheiden, ist die Produktivität eines perfektiven Imperfekts zu nennen, etwa dojahu ‘ich pflegte zu kommen’, die Benutzung eines indikativischen Imperfekts als Irrealis analog zum Italienischen (si nosahu = se portavo ‘wenn ich getragen hätte'), die Existenz eines indefiniten Artikels und einer Opposition zwischen 2 Modalfuturen (mit WOLLEN bzw. HABEN gebildet) usw.

## Aktuelle Situation
Zu einer allgemeinen Charakterisierung der heutigen Situation des Moliseslawischen vgl. BREU (1990), zu einer Darstellung wichtiger Sprachkontaktphänomene in der moliseslawischen Grammatik vgl. BREU (1998). In BREU/PICCOLI (2000), fertiggestellt im Dezember 1999, findet sich im Anhang zum Wörterbuch, das als Basis für eine erste Normierung gesehen werden kann, eine phonologische Beschreibung und eine Kurzgrammatik des Dialekts von Acquaviva. Auch für den Dialekt von Montemitro besteht jetzt ein Wörterbuch (PICCOLI/SAMMARTINO 2000) und eine Grammatik (Sammartino 2004). Die klassische Beschreibung der Situation und der Sprache der Slaven im Molise zu Anfang des 20. Jahrhunderts stammt von REŠETAR (1911/1997).
Angesichts seiner eigenständigen Entwicklung, die jahrhundertelang ohne Verbindung mit dem Kroatischen stattfand, kann das Moliseslawische als autonomes Sprachsystem verstanden werden. Hierdurch wird auch dem Faktum Rechnung getragen, dass diese Minderheitensprache in vielerlei Hinsicht den dominanten romanischen Idiomen viel nähersteht als seinen „genetischen“ Verwandten, etwa dem Standardkroatischen.

## Sprachbeispiel: Das moliseslawische Vaterunser in der Varietät von Acquaviva Collecroce
| Moliseslawisch                       | Zum Vergleich: Kroatisch             | Deutsch                                    |
| Tata naš, ka jesi na nebu,           | Oče naš, koji jesi na nebesima,      | Vater unser (der Du bist) im Himmel,       |
| da bi bija sfe sfeti jima tvoj,      | sveti se Ime Tvoje,                  | geheiligt werde Dein Name,                 |
| da bi doša tvoj kraljar,             | dođi kraljevstvo Tvoje,              | Dein Reich komme,                          |
| da bi sa čila ono ka hoš ti,         | budi volja Tvoja,                    | Dein Wille geschehe,                       |
| na nebu a zgora sfita.               | kako na Nebu, tako i na Zemlji.      | wie im Himmel, so auf Erden.               |
| Daj nami naš kruh saki dan           | Kruh naš svagdanji daj nam danas,    | Unser tägliches Brot gib uns heute         |
| a jam nami naše duge,                | i otpusti nam duge naše,             | und vergib uns unsere Schuld,              |
| kaka mi hi jamivama drugimi.         | kako i mi otpuštamo dužnicima našim. | wie auch wir vergeben unseren Schuldigern. |
| A nomo nasa čit past na tendacijunu, | i ne uvedi nas u napast,             | Und führe uns nicht in Versuchung,         |
| ma zdriš nasa do zlo.                | nego izbavi nas od zla.              | sondern erlöse uns von dem Bösen.          |

## Bibliographie
- Josip Aranza: Woher die südslavischen Colonien in Süditalien. In: Archiv für slavische Philologie. XIV, Berlin 1892, S. 78–82.
- Teodoro Badurina: Rotas Opera Tenet Arepo Sator. Roma 1950.
- Charles Barone: La parlata croata di Acquaviva Collecroce. Studio fonetico e fonologico. (= Accademia toscana di scienze e lettere „La Colombaria“. Band 146). Leo S. Olschki Editore, Firenze 1995, S. 206.
- Walter Breu: Sprache und Sprachverhalten in den slavischen Dörfern des Molise (Süditalien). In: W. Breu (Hrsg.): Slavistische Linguistik 1989. München 1990, ISBN 3-87690-471-4, S. 35–65.
- Walter Breu: Romanisches Adstrat im Moliseslavischen. In: Die Welt der Slaven. Band 43, 1998, S. 339–354.
- Walter Breu: Bilingualism and linguistic interference in the Slavic-Romance contact area of Molise (Southern Italy). In: R. Eckardt u. a. (Hrsg.): Words in Time. Diacronic Semantics from Different Points of View. Berlin/New York 2003, S. 351–373.
- Walter Breu (Hrsg.): L'influsso dell'italiano sulla grammatica delle lingue minoritarie. Universität Kalabrien, 2005. Hierin: W. Breu: Il sistema degli articoli nello slavo molisano: eccezione a un universale tipologico. S. 111–139; A. Marra: Mutamenti e persistenze nelle forme di futuro dello slavo molisano. S. 141–166; G. Piccoli: L'influsso dell'italiano nella sintassi del periodo del croato (slavo) molisano. S. 167–175.
- Walter Breu: Moliseslavische Texte aus Acquaviva Collecroce, Montemitro und San Felice del Molise (= Slavische Mikrosprachen im absoluten Sprachkontakt. Teil 1). Harrassowitz, Wiesbaden 2017, ISBN 978-3-447-10865-2.
- W. Breu, G. Piccoli, Snježana Marčec: Dizionario croato molisano di Acquaviva Collecroce. Dizionario plurilingue della lingua slava della minoranza di provenienza dalmata di Acquaviva Collecroce in Provincia di Campobasso. Dizionario, registri, grammatica, testi. Campobasso 2000.
- N. Gliosca: Poesie di un vecchio quaderno (a cura di G. Piscicelli). In: Kamastra. Rivista bilingue di cultura e attualità delle minoranze linguistiche degli Arbëreshë e Croati del Molise. 8/3, 2004, S. 8–9.
- Emil Heršak: Hrvati u talijanskoj pokrajini Molise. Teme o iseljeništvu. br. 11, Centar za istraživanje migracija, Zagreb 1982, 49 str. lit 16.
- Mate Hraste: Govori jugozapadne Istre. Zagreb 1964.
- Žarko Muljačić: Charles Barone, La parlata croata di Acquaviva Collecroce (189-190), »Čakavska rič« XXIV (1996) • br. 1-2 • Split • siječanj - prosinac 1996.
- A. Piccoli, A. Sammartino: Dizionario croato-molisano di Montemitro. Fondazione „Agostina Piccoli“, Montemitro – Matica hrvatska, Zagreb 2000.
- Johann Georg Reißmüller: Slavenske riječi u Apeninima. In: Frankfurter Allgemeine Zeitung. Nr. 212, 13. November 1969.
- M. Rešetar: Die serbokroatischen Kolonien Süditaliens. (= Schriften der Balkankommission, Linguistische Abteilung / Kaiserliche Akademie der Wissenschaften; Bd. 9: 1, Südslawische Dialektstudien. H. 5). Wien 1911. aktualisiert und mit Bibliographie in der italienischen Version Le colonie serbocroate nell'Italia Meridionale. Campobasso 1997. (uni-konstanz.de)
- A. Sammartino: Grammatica della lingua croatomolisana. Fondazione “Agostina Piccoli”, Montemitro – Profil international, Zagreb 2004.
- Ivo Žanić: Nemojte zabit naš lipi jezik! In: Nedjeljna Dalmacija. Split, 18. März 1984.